# Serie Mundial de 1903
La Serie Mundial de 1903 fue disputada entre Pittsburgh Pirates y Boston Americans, ganadores de la Liga Nacional y Liga Americana, respectivamente. Es el primer clásico de otoño de las Grandes Ligas de Béisbol, el cual fue decidido al mejor de nueve juegos. La realización de la postemporada fue resuelta en el mes de agosto entre  los representantes de los conjuntos involucrados, cuando ambos lideraban sus respectivas ligas.
Pittsburgh encabezaba la serie tres victorias por una derrota, pero Boston ganó cuatro juegos consecutivos agenciándose el "campeonato mundial". Los lanzadores tuvieron dominio sobre los bateadores a lo largo de las partidas, siendo los más destacados Bill Dinneen (3-1) y Cy Young (2-1) por Boston; y Deacon Phillippe por Pittsburgh (3-2). 
Con el surgimiento de la Liga Americana en 1901, inició también la confrontación con la Liga Nacional por acaparar la atención del público y la contratación de jugadores, que terminó con la firma de un "acuerdo nacional" y la aparición de la misma Serie Mundial.

## Desarrollo

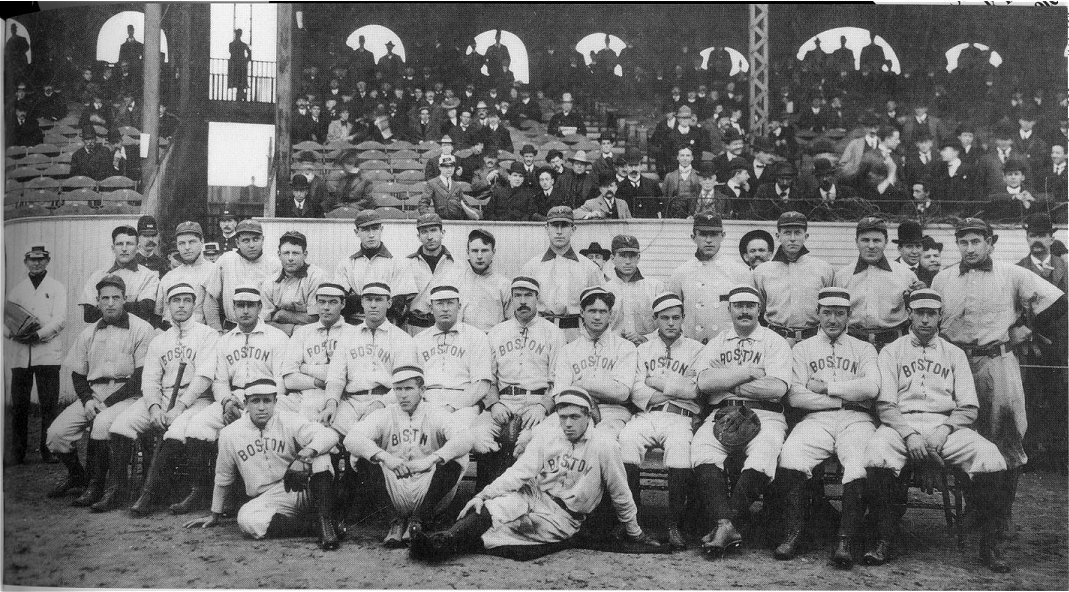
Jugadores de Boston Americans y Pittsburgh Pirates en Huntington Avenue Baseball Grounds el 13 de octubre de 1903.

### Juego 1
- Día: 1 de octubre
- Estadio: Huntington Avenue Baseball Grounds
- Lugar: Boston
- Asistencia: 16.242
- Umpires:  HP - Hank O'Day, 1B - Tommy Connolly

| Equipo                                                               | 1 | 2 | 3 | 4 | 5 | 6 | 7 | 8 | 9 | C | H  | E |
| -------------------------------------------------------------------- | - | - | - | - | - | - | - | - | - | - | -- | - |
| Pittsburgh                                                           | 4 | 0 | 1 | 1 | 0 | 0 | 1 | 0 | 0 | 7 | 12 | 2 |
| Boston                                                               | 0 | 0 | 0 | 0 | 0 | 0 | 2 | 0 | 1 | 3 | 6  | 4 |
| G: Deacon Phillippe (1-0) P: Cy Young (0-1) HR: PIT-Jimmy Sebring: 1 |   |   |   |   |   |   |   |   |   |   |    |   |

- Box score y detalle de jugadas

### Juego 2
- Día: 2 de octubre
- Estadio: Huntington Avenue Baseball Grounds
- Lugar: Boston
- Asistencia: 9.415
- Umpires:  HP - Hank O'Day, 1B - Tommy Connolly

| Equipo                                                               | 1 | 2 | 3 | 4 | 5 | 6 | 7 | 8 | 9 | C | H | E |
| -------------------------------------------------------------------- | - | - | - | - | - | - | - | - | - | - | - | - |
| Pittsburgh                                                           | 0 | 0 | 0 | 0 | 0 | 0 | 0 | 0 | 0 | 0 | 3 | 2 |
| Boston                                                               | 2 | 0 | 0 | 0 | 0 | 1 | 0 | 0 | x | 3 | 8 | 0 |
| G: Bill Dinneen (1-0) P: Sam Leever (0-1) HR: BOS-Patsy Dougherty: 2 |   |   |   |   |   |   |   |   |   |   |   |   |

- Box score y detalle de jugadas

### Juego 3
- Día: 3 de octubre
- Estadio: Huntington Avenue Baseball Grounds
- Lugar: Boston
- Asistencia: 18.801
- Umpires:  HP - Hank O'Day, 1B - Tommy Connolly

| Equipo                                        | 1 | 2 | 3 | 4 | 5 | 6 | 7 | 8 | 9 | C | H | E |
| --------------------------------------------- | - | - | - | - | - | - | - | - | - | - | - | - |
| Pittsburgh                                    | 0 | 1 | 2 | 0 | 0 | 0 | 0 | 1 | 0 | 4 | 7 | 1 |
| Boston                                        | 0 | 0 | 0 | 1 | 0 | 0 | 0 | 1 | 0 | 2 | 4 | 2 |
| G: Deacon Phillippe (2-0) P: Tom Hughes (0-1) |   |   |   |   |   |   |   |   |   |   |   |   |

- Box score y detalle de jugadas

### Juego 4
- Día: 6 de octubre
- Estadio: Exposition Park III
- Lugar: Pittsburgh
- Asistencia: 7.600
- Umpires:  HP - Hank O'Day, 1B - Tommy Connolly

| Equipo                                          | 1 | 2 | 3 | 4 | 5 | 6 | 7 | 8 | 9 | C | H  | E |
| ----------------------------------------------- | - | - | - | - | - | - | - | - | - | - | -- | - |
| Boston                                          | 0 | 0 | 0 | 0 | 1 | 0 | 0 | 0 | 3 | 4 | 9  | 1 |
| Pittsburgh                                      | 1 | 0 | 0 | 0 | 1 | 0 | 3 | 0 | x | 5 | 12 | 1 |
| G: Deacon Phillippe (3-0) P: Bill Dinneen (1-1) |   |   |   |   |   |   |   |   |   |   |    |   |

- Box score y detalle de jugadas

### Juego 5
- Día: 7 de octubre
- Estadio: Exposition Park III
- Lugar: Pittsburgh
- Asistencia: 12.322
- Umpires:  HP - Hank O'Day, 1B - Tommy Connolly

| Equipo                                       | 1 | 2 | 3 | 4 | 5 | 6 | 7 | 8 | 9 | C  | H  | E |
| -------------------------------------------- | - | - | - | - | - | - | - | - | - | -- | -- | - |
| Boston                                       | 0 | 0 | 0 | 0 | 0 | 6 | 4 | 1 | 0 | 11 | 13 | 2 |
| Pittsburgh                                   | 0 | 0 | 0 | 0 | 0 | 0 | 0 | 2 | 0 | 2  | 6  | 4 |
| G: Cy Young (1-1) P: Brickyard Kennedy (0-1) |   |   |   |   |   |   |   |   |   |    |    |   |

- Box score y detalle de jugadas

### Juego 6
- Día: 8 de octubre
- Estadio: Exposition Park III
- Lugar: Pittsburgh
- Asistencia: 11.556
- Umpires:  HP - Hank O'Day, 1B - Tommy Connolly

| Equipo                                    | 1 | 2 | 3 | 4 | 5 | 6 | 7 | 8 | 9 | C | H  | E |
| ----------------------------------------- | - | - | - | - | - | - | - | - | - | - | -- | - |
| Boston                                    | 0 | 0 | 3 | 0 | 2 | 0 | 1 | 0 | 0 | 6 | 10 | 1 |
| Pittsburgh                                | 0 | 0 | 0 | 0 | 0 | 0 | 3 | 0 | 0 | 3 | 10 | 3 |
| G: Bill Dinneen (2-1) P: Sam Leever (0-2) |   |   |   |   |   |   |   |   |   |   |    |   |

- Box score y detalle de jugadas

### Juego 7
- Día: 10 de octubre
- Estadio: Exposition Park III
- Lugar: Pittsburgh
- Asistencia: 17.038
- Umpires:  HP - Hank O'Day, 1B - Tommy Connolly

| Equipo                                      | 1 | 2 | 3 | 4 | 5 | 6 | 7 | 8 | 9 | C | H  | E |
| ------------------------------------------- | - | - | - | - | - | - | - | - | - | - | -- | - |
| Boston                                      | 2 | 0 | 0 | 2 | 0 | 2 | 0 | 1 | 0 | 7 | 11 | 4 |
| Pittsburgh                                  | 0 | 0 | 0 | 1 | 0 | 1 | 0 | 0 | 1 | 3 | 10 | 3 |
| G: Cy Young (2-1) P: Deacon Phillippe (3-1) |   |   |   |   |   |   |   |   |   |   |    |   |

- Box score y detalle de jugadas

### Juego 8
- Día: 13 de octubre
- Estadio: Huntington Avenue Baseball Grounds
- Lugar: Boston
- Asistencia: 7.455
- Umpires:  HP - Hank O'Day, 1B - Tommy Connolly

| Equipo                                          | 1 | 2 | 3 | 4 | 5 | 6 | 7 | 8 | 9 | C | H | E |
| ----------------------------------------------- | - | - | - | - | - | - | - | - | - | - | - | - |
| Pittsburgh                                      | 0 | 0 | 0 | 0 | 0 | 0 | 0 | 0 | 0 | 0 | 4 | 3 |
| Boston                                          | 0 | 0 | 0 | 2 | 0 | 1 | 0 | 0 | x | 3 | 8 | 0 |
| G: Bill Dinneen (3-1) P: Deacon Phillippe (3-2) |   |   |   |   |   |   |   |   |   |   |   |   |

- Box score y detalle de jugadas

|                                                          |
| Campeón de las Grandes Ligas Boston Americans 1.º título |